# Hippocras

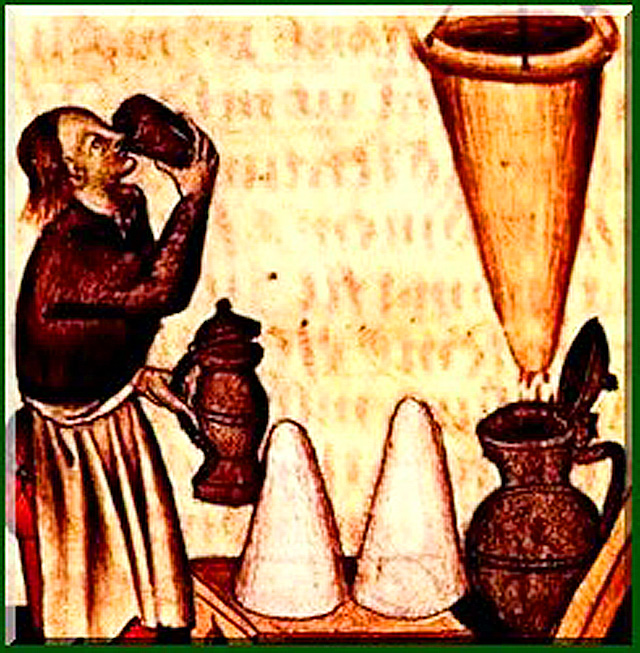

Hippocras às vezes escrito hipocras ou hipócras, é uma bebida feita de vinho misturado com açúcar e especiarias, geralmente incluindo canela, e possivelmente aquecida. Depois de mergulhar os temperos no vinho adoçado por um dia, os temperos são coados através de um saco de filtro de tecido cônico chamado manicum hippocraticum ou manga hipocrática (originalmente concebido pelo médico grego Hipócrates, do século V a.C., para filtrar água), de onde o nome da bebida é derivado.

## História
O vinho condimentado era popular no Império Romano, conforme registrado nos escritos de Plínio, o Velho e Apício. No século XII, um vinho condimentado denominado "pimen" ou "piment" foi mencionado por Chrétien de Troyes. Durante o século XIII, a cidade de Montpellier tinha a reputação de comercializar vinhos condimentados com a Inglaterra. As primeiras receitas de vinho condimentado surgiram no final do século XIII (receitas de vinho tinto e pimentão encontradas no Tractatus de Modo) ou no início do século XIV (receita de pimentão no Regimen sanitatis (Regiment de Sanitat) de Arnaldo de Villa Nova). Desde 1390, as receitas de pimentão também são chamadas de ipocras ou ypocras (Forma de Cury na Inglaterra, Ménagier de Paris ou Viandier de Taillevent na França), provavelmente com referência e homenagem a Hipócrates. No livro de receitas catalão Llibre del Coch (1520) a receita é dada como pimentes de clareya.